# 7136 Yokohasuo
7136 Yokohasuo è un asteroide della fascia principale. Scoperto nel 1993, presenta un'orbita caratterizzata da un semiasse maggiore pari a 2,5919913 UA e da un'eccentricità di 0,1413641, inclinata di 15,51325° rispetto all'eclittica.
L'asteroide è dedicato alla giapponese Yoko Hasuo, moglie dell'astronomo Ryuichi Hasuo e traduttrice dell'International Halley Watch in giapponese.